# Laurie (Name)
Laurie ist sowohl ein männlicher als auch ein weiblicher Vorname, kommt aber auch als Familienname vor.

## Herkunft und Bedeutung des Namens
Der Name ist abgeleitet vom lateinischen Laurentius und bedeutet so viel wie „der Lorbeergeschmückte“.

## Namensträger

### Weiblicher Vorname
- Laurie Anderson (* 1947), US-amerikanische Performance-Künstlerin und Musikerin
- Laurie Drew (* 19**), kanadische Kostümbildnerin
- Laurie Fortier (* 1974), US-amerikanische Schauspielerin
- Laurie Graham (* 1960), kanadische Skirennläuferin
- Laurie Hendren (1958–2019), kanadische Informatikerin
- Laurie Hernandez (* 2000), US-amerikanische Turnerin, eigentlich Lauren Hernandez
- Laurie Holden (* 1969), US-amerikanische Schauspielerin
- Laurie R. King (* 1952), US-amerikanische Schriftstellerin
- Laurie Metcalf (* 1955), US-amerikanische Schauspielerin

### Männlicher Vorname
- Laurie Brown (1923–2019), US-amerikanischer Physiker und Wissenschaftshistoriker
- Laurie Cunningham (1956–1989), englischer Fußballspieler
- Laurie Doherty (1875–1919), englischer Tennisspieler
- Laurie Hughes (1924–2011), englischer Fußballspieler
- Laurie Johnson (1927–2024), britischer Filmkomponist
- Laurie Lee (1914–1997), britischer Dichter und Schriftsteller
- Laurie London (* 1944), britischer Sänger

### Familienname
- Annie Laurie (Sängerin) (1924–2006), US-amerikanische R&B-Sängerin
- Arthur Pillans Laurie (1861–1949), schottischer Chemiker
- Cy Laurie (1926–2002), britischer Jazzmusiker
- Eleanor M. O. Laurie (* 1919), britische Zoologin
- Hugh Laurie (* 1959), britischer Schauspieler
- John Laurie (1897–1980), schottischer Schauspieler
- Kate Laurie, australische Film- und Fernsehproduzentin
- Louis Laurie (1917–2002), US-amerikanischer Boxer
- Malcolm Laurie (1866–1932), britischer Zoologe
- Miracle Laurie (* 1981), US-amerikanische Schauspielerin
- Patrick Gammie Laurie (1833–1903), kanadischer Verleger und Journalist
- Piper Laurie (1932–2023), US-amerikanische Schauspielerin
- Ran Laurie (1915–1998), britischer Ruderer
- Stephen P. Laurie (* 19**), britischer Amateurastronom und Asteroidenentdecker